# Première circonscription des Ardennes
La première circonscription des Ardennes est représentée dans la XVIIe législature par Lionel Vuibert.

## Description géographique et démographique

### De 1958 à 1986
La première circonscription des Ardennes était composée de :
- Canton d'Asfeld
- Canton de Château-Porcien
- Canton de Chaumont-Porcien
- Canton de Flize
- Canton de Juniville
- Canton de Mézières
- Canton de Novion-Porcien
- Canton d'Omont
- Canton de Rethel
- Canton de Rumigny
- Canton de Signy-l'Abbaye

### Depuis 1988
La première circonscription des Ardennes est située dans le tiers sud-ouest du département, et a la particularité de couper la ville de Charleville-Mézières en deux 
. Elle regroupe les cantons suivants :
- Canton d'Asfeld
- Canton de Charleville-Centre (12 746 habitants)
- Canton de Château-Porcien
- Canton de Chaumont-Porcien
- Canton de Flize
- Canton de Juniville
- Canton de Mézières-Est (19 311 habitants)
- Canton de Novion-Porcien
- Canton d'Omont
- Canton de Rethel
- Canton de Rumigny
- Canton de Signy-l'Abbaye
- Canton de Signy-le-Petit
- Canton de Villers-Semeuse

## Historique des députations
| Législature | Début de mandat | Fin de mandat  | Député            | Parti politique | Observations |
| ----------- | --------------- | -------------- | ----------------- | --------------- | --- |
| Ire         | 9 décembre 1958 | 9 octobre 1962 | Michel Colinet    | CNI             | Mandat écourté à la suite d'une dissolution parlementaire décidée par Charles de Gaulle.                                     |
| IIe         | 6 décembre 1962 | 2 avril 1967   | Lucien Meunier    | UNR-UDT         | |
| IIIe        | 3 avril 1967    | 30 mai 1968    | Lucien Meunier    | UD-Ve           | Mandat écourté à la suite d'une dissolution parlementaire décidée par Charles de Gaulle.                                     |
| IVe         | 11 juillet 1968 | 1er avril 1973 | Lucien Meunier    | DVD             | |
| Ve          | 2 avril 1973    | 2 avril 1978   | Lucien Meunier    | DVD             | |
| VIe         | 3 avril 1978    | 22 mai 1981    | Alain Léger       | PCF             | Mandat écourté à la suite d'une dissolution parlementaire décidée par François Mitterrand.                                   |
| VIIe        | 2 juillet 1981  | 1er avril 1986 | Roger Mas         | PS              | Maire de Charleville-Mézières                                                                                                |
| IXe         | 23 juin 1988    | 1er avril 1993 | Roger Mas         | PS              | Maire de Charleville-Mézières                                                                                                |
| Xe          | 2 avril 1993    | 21 avril 1997  | Michel Vuibert    | UDF             | Conseiller général du Canton de Rethel Mandat écourté à la suite d'une dissolution parlementaire décidée par Jacques Chirac. |
| XIe         | 12 juin 1997    | 18 juin 2002   | Claudine Ledoux   | PS              | Conseillère général du Canton de Mézières-Est (1998-2001) Maire de Charleville-Mézières (depuis 2001)                        |
| XIIe        | 19 juin 2002    | 19 juin 2007   | Bérengère Poletti | UMP             | Conseillère régionale de Champagne-Ardenne                                                                                   |
| XIIIe       | 20 juin 2007    | 19 juin 2012   | Bérengère Poletti | UMP             | Conseillère régionale de Champagne-Ardenne                                                                                   |
| XIVe        | 20 juin 2012    | 20 juin 2017   | Bérengère Poletti | UMP             | Conseillère régionale de Champagne-Ardenne                                                                                   |
| XVe         | 21 juin 2017    | 21 juin 2022   | Bérengère Poletti | LR              | Conseillère régionale de Champagne-Ardenne                                                                                   |
| XVIe        | 22 juin 2022    | 9 juin 2024    | Lionel Vuibert    | Agir-Ensemble   | Maire de Faissault Mandat écourté à la suite d'une dissolution parlementaire décidée par Emmanuel Macron.                    |
| XVIIe       | 8 juillet 2024  | 4 octobre 2024 | Flavien Termet    | RN              | Démission |
| XVIIe       | 9 décembre 2024 | en cours       | Lionel Vuibert    | SE              | Démission |

## Historique des élections

### Élections de 1958
| Candidat       | Candidat           | Parti          | Premier tour | Premier tour | Second tour | Second tour |  |
| Candidat       | Candidat           | Parti          | Voix         | %            | Voix        | %           |  |
| -------------- | ------------------ | -------------- | ------------ | ------------ | ----------- | ----------- |  |
|                | Roger Villemaux    | PCF            | 8 458        | 20,61        | 10 490      | 24,47       |  |
|                | René Penoy         | MRP            | 7 817        | 19,05        | 10 529      | 24,56       |  |
|                | Michel Colinet élu | CNIP           | 7 395        | 18,02        | 13 746      | 32,06       |  |
|                | Camille Lassaux    | SFIO           | 7 088        | 17,27        | 8 105       | 18,91       |  |
|                | Lucien Meunier     | UNR            | 6 401        | 15,6         | Retrait     | Retrait     |  |
|                | Pierre Toufflin    | Radsoc         | 2 634        | 6,42         | Retrait     | Retrait     |  |
|                | Daniel Boule       | UGS            | 1 242        | 3,03         |             |             |  |
|                |                    |                |              |              |             |             |  |
| Inscrits       | Inscrits           | Inscrits       | 54 450       | 100,00       | 54 436      | 100,00      |  |
| Abstentions    | Abstentions        | Abstentions    | 12 277       | 22,55        | 10 905      | 20,03       |  |
| Votants        | Votants            | Votants        | 42 173       | 77,45        | 43 531      | 79,97       |  |
| Blancs et nuls | Blancs et nuls     | Blancs et nuls | 1 138        | 2,7          | 661         | 1,52        |  |
| Exprimés       | Exprimés           | Exprimés       | 41 035       | 97,3         | 42 870      | 98,48       |  |

Le suppléant de Michel Colinet était Pierre Caniart, représentant de commerce à Mézières.

### Élections de 1962
| Candidat       | Candidat               | Parti          | Premier tour | Premier tour | Second tour | Second tour |  |
| Candidat       | Candidat               | Parti          | Voix         | %            | Voix        | %           |  |
| -------------- | ---------------------- | -------------- | ------------ | ------------ | ----------- | ----------- |  |
|                | Lucien Meunier élu     | UNR-UDT        | 11 885       | 33,1         | 17 640      | 44,35       |  |
|                | Roger Villemaux        | PCF            | 8 969        | 24,98        | 13 453      | 33,82       |  |
|                | Michel Colinet sortant | CNIP           | 7 139        | 19,88        | 8 685       | 21,83       |  |
|                | André Rouche           | SFIO           | 4 075        | 11,35        | Retrait     | Retrait     |  |
|                | Lucien Pierquin        | MRP            | 3 841        | 10,7         | Retrait     | Retrait     |  |
|                |                        |                |              |              |             |             |  |
| Inscrits       | Inscrits               | Inscrits       | 54 303       | 100,00       | 54 283      | 100,00      |  |
| Abstentions    | Abstentions            | Abstentions    | 17 176       | 31,63        | 13 459      | 24,79       |  |
| Votants        | Votants                | Votants        | 37 127       | 68,37        | 40 824      | 75,21       |  |
| Blancs et nuls | Blancs et nuls         | Blancs et nuls | 1 218        | 3,28         | 1 046       | 2,56        |  |
| Exprimés       | Exprimés               | Exprimés       | 35 909       | 96,72        | 39 778      | 97,44       |  |

Raymond Cocu, employé SNCF, était le suppléant de Lucien Meunier.

### Élections de 1967
| Candidat       | Candidat                     | Parti          | Premier tour | Premier tour | Second tour | Second tour |  |
| Candidat       | Candidat                     | Parti          | Voix         | %            | Voix        | %           |  |
| -------------- | ---------------------------- | -------------- | ------------ | ------------ | ----------- | ----------- |  |
|                | Lucien Meunier sortant réélu | UD-Ve          | 15 632       | 37,52        | 22 591      | 55,13       |  |
|                | Roger Villemaux              | PCF            | 10 935       | 26,24        | 18 385      | 44,87       |  |
|                | René Miquel                  | FGDS (SFIO)    | 7 021        | 16,85        | Retrait     | Retrait     |  |
|                | Michel Colinet               | CNIP (PDM)     | 6 626        | 15,9         | Retrait     | Retrait     |  |
|                | Pierre Vassal                | RI             | 1 452        | 3,48         |             |             |  |
|                |                              |                |              |              |             |             |  |
| Inscrits       | Inscrits                     | Inscrits       | 54 086       | 100,00       | 54 082      | 100,00      |  |
| Abstentions    | Abstentions                  | Abstentions    | 11 434       | 21,14        | 10 776      | 19,93       |  |
| Votants        | Votants                      | Votants        | 42 652       | 78,86        | 43 306      | 80,07       |  |
| Blancs et nuls | Blancs et nuls               | Blancs et nuls | 986          | 2,31         | 2 330       | 5,38        |  |
| Exprimés       | Exprimés                     | Exprimés       | 41 666       | 97,69        | 40 976      | 94,62       |  |

Le suppléant de Lucien Meunier était Raymond Cocu, chef de service SNCF, ancien conseiller municipal du Theux.

### Élections de 1968
| Candidat       | Candidat                     | Parti          | Premier tour | Premier tour | Second tour | Second tour |  |
| Candidat       | Candidat                     | Parti          | Voix         | %            | Voix        | %           |  |
| -------------- | ---------------------------- | -------------- | ------------ | ------------ | ----------- | ----------- |  |
|                | Lucien Meunier sortant réélu | UDR (URP)      | 19 509       | 46,02        | 24 884      | 61,48       |  |
|                | Raymond Deparpe              | PCF            | 9 577        | 22,59        | 15 592      | 38,52       |  |
|                | Roger Mas                    | FGDS (SFIO)    | 6 830        | 16,11        | Retrait     | Retrait     |  |
|                | Michel Colinet               | CNIP (PDM)     | 6 481        | 15,29        | Retrait     | Retrait     |  |
|                |                              |                |              |              |             |             |  |
| Inscrits       | Inscrits                     | Inscrits       | 53 395       | 100,00       | 53 403      | 100,00      |  |
| Abstentions    | Abstentions                  | Abstentions    | 10 229       | 19,16        | 11 030      | 20,65       |  |
| Votants        | Votants                      | Votants        | 43 166       | 80,84        | 42 373      | 79,35       |  |
| Blancs et nuls | Blancs et nuls               | Blancs et nuls | 769          | 1,78         | 1 897       | 4,48        |  |
| Exprimés       | Exprimés                     | Exprimés       | 42 397       | 98,22        | 40 476      | 95,52       |  |

Le suppléant de Lucien Meunier était Pierre Patris, agriculteur, maire d'Aouste.

### Élections de 1973
| Candidat       | Candidat                     | Parti          | Premier tour | Premier tour | Second tour | Second tour |  |
| Candidat       | Candidat                     | Parti          | Voix         | %            | Voix        | %           |  |
| -------------- | ---------------------------- | -------------- | ------------ | ------------ | ----------- | ----------- |  |
|                | Lucien Meunier sortant réélu | UDR (URP)      | 10 927       | 25,2         | 22 979      | 52,54       |  |
|                | Raymond Deparpe              | PCF            | 10 802       | 24,91        | 20 757      | 47,46       |  |
|                | Roger Mas                    | PS (UGSD)      | 8 496        | 19,59        | Retrait     | Retrait     |  |
|                | Jean Dion                    | RI (URP)       | 6 005        | 13,85        | Retrait     | Retrait     |  |
|                | Bernard Loitron              | MR             | 4 102        | 9,46         |             |             |  |
|                | Pierre Siégel                | CNIP           | 3 032        | 6,99         |             |             |  |
|                |                              |                |              |              |             |             |  |
| Inscrits       | Inscrits                     | Inscrits       | 55 323       | 100,00       | 55 313      | 100,00      |  |
| Abstentions    | Abstentions                  | Abstentions    | 10 898       | 19,7         | 9 264       | 16,75       |  |
| Votants        | Votants                      | Votants        | 44 425       | 80,3         | 46 049      | 83,25       |  |
| Blancs et nuls | Blancs et nuls               | Blancs et nuls | 1 061        | 2,39         | 2 313       | 5,02        |  |
| Exprimés       | Exprimés                     | Exprimés       | 43 364       | 97,61        | 43 736      | 94,98       |  |

Le suppléant de Lucien Meunier était Omer Provendier, boulanger, Président de la Chambre de commerce.

### Élections de 1978
| Candidat       | Candidat        | Parti          | Premier tour | Premier tour | Second tour | Second tour |  |
| Candidat       | Candidat        | Parti          | Voix         | %            | Voix        | %           |  |
| -------------- | --------------- | -------------- | ------------ | ------------ | ----------- | ----------- |  |
|                | Alain Léger élu | PCF            | 13 774       | 26,51        | 27 081      | 50,94       |  |
|                | Roger Mas       | PS             | 13 054       | 25,13        | Retrait     | Retrait     |  |
|                | Hilaire Flandre | RPR            | 11 469       | 22,07        | 26 083      | 49,06       |  |
|                | René Weber      | UDF (PR)       | 9 769        | 18,8         | Retrait     | Retrait     |  |
|                | Louis Orhan     | LO             | 1 546        | 2,98         |             |             |  |
|                | Gérard Parizano | Divers droite  | 1 356        | 2,61         |             |             |  |
|                | Pierre Vassal   | Divers droite  | 987          | 1,9          |             |             |  |
|                |                 |                |              |              |             |             |  |
| Inscrits       | Inscrits        | Inscrits       | 62 837       | 100,00       | 62 834      | 100,00      |  |
| Abstentions    | Abstentions     | Abstentions    | 9 843        | 15,66        | 7 832       | 12,46       |  |
| Votants        | Votants         | Votants        | 52 994       | 84,34        | 55 002      | 87,54       |  |
| Blancs et nuls | Blancs et nuls  | Blancs et nuls | 1 039        | 1,96         | 1 838       | 3,34        |  |
| Exprimés       | Exprimés        | Exprimés       | 51 955       | 98,04        | 53 164      | 96,66       |  |

Le suppléant d'Alain Léger était Roger Villemaux, cheminot, maire de Nouvion-sur-Meuse, conseiller général du canton de Flize.

### Élections de 1981
| Candidat       | Candidat            | Parti          | Premier tour | Premier tour | Second tour | Second tour |  |
| Candidat       | Candidat            | Parti          | Voix         | %            | Voix        | %           |  |
| -------------- | ------------------- | -------------- | ------------ | ------------ | ----------- | ----------- |  |
|                | Roger Mas élu       | PS             | 15 689       | 33,37        | 23 775      | 100,00      |  |
|                | Alain Léger sortant | PCF            | 11 796       | 25,09        | Retrait     | Retrait     |  |
|                | Michel Vuibert      | UDF (CDS)      | 8 081        | 17,19        |             |             |  |
|                | Hilaire Flandre     | RPR (UNM)      | 7 266        | 15,45        |             |             |  |
|                | René Weber          | CNIP           | 3 166        | 6,73         |             |             |  |
|                | Pierre Clouet       | PSU            | 550          | 1,17         |             |             |  |
|                | Pierre Vassal       | Divers droite  | 468          | 1,00         |             |             |  |
|                |                     |                |              |              |             |             |  |
| Inscrits       | Inscrits            | Inscrits       | 65 364       | 100,00       | 65 353      | 100,00      |  |
| Abstentions    | Abstentions         | Abstentions    | 17 890       | 27,37        | 29 668      | 45,4        |  |
| Votants        | Votants             | Votants        | 47 474       | 72,63        | 35 685      | 54,6        |  |
| Blancs et nuls | Blancs et nuls      | Blancs et nuls | 458          | 0,96         | 11 910      | 33,38       |  |
| Exprimés       | Exprimés            | Exprimés       | 47 016       | 99,04        | 23 775      | 66,62       |  |

Le suppléant de Roger Mas était Jean-Claude Faynot, professeur, conseiller municipal de Rethel.

### Élections de 1988
| Candidat       | Candidat                | Parti           | Premier tour | Premier tour | Second tour | Second tour |  |
| Candidat       | Candidat                | Parti           | Voix         | %            | Voix        | %           |  |
| -------------- | ----------------------- | --------------- | ------------ | ------------ | ----------- | ----------- |  |
|                | Roger Mas sortant réélu | PS              | 17 804       | 39,89        | 25 370      | 51,97       |  |
|                | Michel Vuibert sortant  | UDF (CDS) (URC) | 17 721       | 39,71        | 23 444      | 48,03       |  |
|                | Sylvain Dalla Rosa      | PCF             | 4 965        | 11,13        |             |             |  |
|                | Jean Mathieu            | FN              | 4 139        | 9,27         |             |             |  |
|                |                         |                 |              |              |             |             |  |
| Inscrits       | Inscrits                | Inscrits        | 69 568       | 100,00       | 69 554      | 100,00      |  |
| Abstentions    | Abstentions             | Abstentions     | 23 867       | 34,31        | 19 181      | 27,58       |  |
| Votants        | Votants                 | Votants         | 45 701       | 65,69        | 50 373      | 72,42       |  |
| Blancs et nuls | Blancs et nuls          | Blancs et nuls  | 1 072        | 2,35         | 1 559       | 3,09        |  |
| Exprimés       | Exprimés                | Exprimés        | 44 629       | 97,65        | 48 814      | 96,91       |  |

Le suppléant de Roger Mas était Raymond Dervin, conseiller général du canton de Rumigny, maire d'Hannappes.

### Élections de 1993
| Candidat       | Candidat             | Parti          | Premier tour | Premier tour | Second tour | Second tour |  |
| Candidat       | Candidat             | Parti          | Voix         | %            | Voix        | %           |  |
| -------------- | -------------------- | -------------- | ------------ | ------------ | ----------- | ----------- |  |
|                | Michel Vuibert élu   | UDF (CDS)      | 17 668       | 39,59        | 25 619      | 56,58       |  |
|                | Roger Mas sortant    | PS (ADFP)      | 10 227       | 22,91        | 19 664      | 43,42       |  |
|                | Émile-Georges Wagner | FN             | 6 380        | 14,29        |             |             |  |
|                | Sylvain Dalla Rosa   | PCF            | 3 398        | 7,61         |             |             |  |
|                | Jean-Philippe Nadaud | GÉ (EÉ)        | 3 127        | 7,01         |             |             |  |
|                | Gabriel Barillet     | LT-LNÉ         | 1 940        | 4,35         |             |             |  |
|                | Patrick Benyoucef    | PT             | 1 005        | 2,25         |             |             |  |
|                | Pierre Vassal        | CNIP           | 888          | 1,99         |             |             |  |
|                |                      |                |              |              |             |             |  |
| Inscrits       | Inscrits             | Inscrits       | 69 506       | 100,00       | 69 492      | 100,00      |  |
| Abstentions    | Abstentions          | Abstentions    | 22 461       | 32,32        | 20 841      | 29,99       |  |
| Votants        | Votants              | Votants        | 47 045       | 67,68        | 48 651      | 70,01       |  |
| Blancs et nuls | Blancs et nuls       | Blancs et nuls | 2 412        | 5,13         | 3 368       | 6,92        |  |
| Exprimés       | Exprimés             | Exprimés       | 44 633       | 94,87        | 45 283      | 93,08       |  |

Le suppléant de Michel Vuibert était Géraud Spire, conseiller municipal de Charleville-Mézières.

### Élections de 1997
| Candidat       | Candidat               | Parti          | Premier tour | Premier tour | Second tour | Second tour |  |
| Candidat       | Candidat               | Parti          | Voix         | %            | Voix        | %           |  |
| -------------- | ---------------------- | -------------- | ------------ | ------------ | ----------- | ----------- |  |
|                | Michel Vuibert sortant | UDF (FD)       | 13 413       | 29,57        | 19 740      | 39,24       |  |
|                | Claudine Ledoux élue   | PS             | 12 440       | 27,42        | 22 843      | 45,41       |  |
|                | Émile-Georges Wagner   | FN             | 9 893        | 21,81        | 7 726       | 15,36       |  |
|                | Sylvain Dalla Rosa     | PCF            | 3 849        | 8,48         |             |             |  |
|                | Philippe Lenice        | Les Verts      | 2 222        | 4,9          |             |             |  |
|                | Michèle Loux           | LO             | 1 474        | 3,25         |             |             |  |
|                | Mario Rebaudengo       | LDI (MPF)      | 1 403        | 3,09         |             |             |  |
|                | Isabelle Baudry        | US4J           | 672          | 1,48         |             |             |  |
|                |                        |                |              |              |             |             |  |
| Inscrits       | Inscrits               | Inscrits       | 69 163       | 100,00       | 69 165      | 100,00      |  |
| Abstentions    | Abstentions            | Abstentions    | 21 839       | 31,58        | 17 455      | 25,24       |  |
| Votants        | Votants                | Votants        | 47 324       | 68,42        | 51 710      | 74,76       |  |
| Blancs et nuls | Blancs et nuls         | Blancs et nuls | 1 958        | 4,14         | 1 401       | 2,71        |  |
| Exprimés       | Exprimés               | Exprimés       | 45 366       | 95,86        | 50 309      | 97,29       |  |

Le suppléant de Claudine Ledoux était James Champenois, cultivateur à Château-Porcien.

### Élections de 2002
| Candidat       | Candidat                 | Parti          | Premier tour | Premier tour | Second tour | Second tour |  |
| Candidat       | Candidat                 | Parti          | Voix         | %            | Voix        | %           |  |
| -------------- | ------------------------ | -------------- | ------------ | ------------ | ----------- | ----------- |  |
|                | Bérengère Poletti élue   | UMP            | 17 245       | 40,1         | 22 522      | 53,98       |  |
|                | Claudine Ledoux sortante | PS             | 16 196       | 37,66        | 19 198      | 46,02       |  |
|                | Chantal Taioli           | FN             | 6 299        | 14,65        |             |             |  |
|                | Jean-Michel Fournaise    | LCR            | 797          | 1,85         |             |             |  |
|                | Nadia Octave             | LO             | 738          | 1,72         |             |             |  |
|                | Ghislain Marcinek        | MNR            | 661          | 1,54         |             |             |  |
|                | Catherine Boisseau       | CPNT           | 588          | 1,37         |             |             |  |
|                | Martine Petit            | MPF            | 485          | 1,13         |             |             |  |
|                |                          |                |              |              |             |             |  |
| Inscrits       | Inscrits                 | Inscrits       | 70 398       | 100,00       | 70 389      | 100,00      |  |
| Abstentions    | Abstentions              | Abstentions    | 26 541       | 37,7         | 27 256      | 38,72       |  |
| Votants        | Votants                  | Votants        | 43 857       | 62,3         | 43 133      | 61,28       |  |
| Blancs et nuls | Blancs et nuls           | Blancs et nuls | 848          | 1,93         | 1 413       | 3,28        |  |
| Exprimés       | Exprimés                 | Exprimés       | 43 009       | 98,07        | 41 720      | 96,72       |  |

Le suppléant de Bérengère Poletti était François Guérin, ancien commerçant, adjoint au maire de Rethel.

### Élections de 2007
| Candidat       | Candidat                          | Parti          | Premier tour | Premier tour | Second tour | Second tour |  |
| Candidat       | Candidat                          | Parti          | Voix         | %            | Voix        | %           |  |
| -------------- | --------------------------------- | -------------- | ------------ | ------------ | ----------- | ----------- |  |
|                | Bérengère Poletti sortante réélue | UMP            | 20 922       | 48,93        | 24 808      | 59,52       |  |
|                | Claudine Ledoux                   | PS             | 11 499       | 26,89        | 16 870      | 40,48       |  |
|                | Jean-François Leclet              | UDF–MoDem      | 4 116        | 9,63         |             |             |  |
|                | Chantal Taioli                    | FN             | 1 829        | 4,28         |             |             |  |
|                | Sylvain Dalla Rosa                | PCF            | 1 401        | 3,28         |             |             |  |
|                | Francois Botte                    | LCR            | 928          | 2,17         |             |             |  |
|                | Philippe Lenice                   | Les Verts      | 880          | 2,06         |             |             |  |
|                | Nadia Octave                      | LO             | 459          | 1,07         |             |             |  |
|                | Valérie Lenoir                    | MPF            | 419          | 0,98         |             |             |  |
|                | Philippe Fesneau                  | MNR            | 303          | 0,71         |             |             |  |
|                |                                   |                |              |              |             |             |  |
| Inscrits       | Inscrits                          | Inscrits       | 73 473       | 100,00       | 73 470      | 100,00      |  |
| Abstentions    | Abstentions                       | Abstentions    | 30 127       | 41           | 30 624      | 41,68       |  |
| Votants        | Votants                           | Votants        | 43 346       | 59           | 42 846      | 58,32       |  |
| Blancs et nuls | Blancs et nuls                    | Blancs et nuls | 590          | 1,36         | 1 168       | 2,73        |  |
| Exprimés       | Exprimés                          | Exprimés       | 42 756       | 98,64        | 41 678      | 97,27       |  |

Le suppléant de Bérengère Poletti était François Guérin.

### Élections de 2012
| Candidat       | Candidat                          | Parti          | Premier tour | Premier tour | Second tour | Second tour |  |
| Candidat       | Candidat                          | Parti          | Voix         | %            | Voix        | %           |  |
| -------------- | --------------------------------- | -------------- | ------------ | ------------ | ----------- | ----------- |  |
|                | Bérengère Poletti sortante réélue | UMP            | 16 520       | 39,56        | 22 687      | 55,30       |  |
|                | Claudine Ledoux                   | PS             | 14 126       | 33,83        | 18 339      | 44,70       |  |
|                | Anne-Sophie Leclère               | RBM (FN)       | 7 000        | 16,76        |             |             |  |
|                | Sylvain Dalla-Rosa                | FG (PCF)       | 1 992        | 4,77         |             |             |  |
|                | Christophe Dumont                 | EÉLV           | 790          | 1,89         |             |             |  |
|                | Virginie Lauby Heber-Suffrin      | CpF (MoDem)    | 773          | 1,85         |             |             |  |
|                | Joël Nouet                        | LO             | 214          | 0,51         |             |             |  |
|                | Sylvie Goulden                    | AÉI            | 187          | 0,45         |             |             |  |
|                | Christiane Gey                    | DLR            | 153          | 0,37         |             |             |  |
|                |                                   |                |              |              |             |             |  |
| Inscrits       | Inscrits                          | Inscrits       | 73 277       | 100,00       | 73 262      | 100,00      |  |
| Abstentions    | Abstentions                       | Abstentions    | 31 024       | 42,34        | 30 961      | 42,26       |  |
| Votants        | Votants                           | Votants        | 42 253       | 57,66        | 42 301      | 57,74       |  |
| Blancs et nuls | Blancs et nuls                    | Blancs et nuls | 498          | 1,18         | 1 275       | 3,01        |  |
| Exprimés       | Exprimés                          | Exprimés       | 41 755       | 98,82        | 41 026      | 96,99       |  |

Le suppléant de Bérengère Poletti était Renaud Averly, attaché territorial, maire de Corny-Machéroménil.

### Élections de 2017
|                                                                           |                                                                                              |                           |                           |                          |                          |
|                                                                           |                                                                                              | Premier tour 11 juin 2017 | Premier tour 11 juin 2017 | Second tour 18 juin 2017 | Second tour 18 juin 2017 |
|                                                                           |                                                                                              |                           |                           |                          |                          |
|                                                                           |                                                                                              | Nombre                    | % des inscrits            | Nombre                   | % des inscrits           |
| Inscrits                                                                  | Inscrits                                                                                     | 73 343                    | 100,00                    | 73 371                   | 100,00                   |
| Abstentions                                                               | Abstentions                                                                                  | 38 231                    | 52,13                     | 42 837                   | 58,38                    |
| Votants                                                                   | Votants                                                                                      | 35 112                    | 47,87                     | 30 534                   | 41,62                    |
|                                                                           |                                                                                              |                           | % des votants             |                          | % des votants            |
| Bulletins blancs                                                          | Bulletins blancs                                                                             | 366                       | 1,04                      | 1 753                    | 5,74                     |
| Bulletins nuls                                                            | Bulletins nuls                                                                               | 207                       | 0,59                      | 1 067                    | 3,49                     |
| Suffrages exprimés                                                        | Suffrages exprimés                                                                           | 34 539                    | 98,37                     | 27 714                   | 90,76                    |
|                                                                           |                                                                                              |                           |                           |                          |                          |
| Candidat Étiquette politique (partis et alliances)                        | Candidat Étiquette politique (partis et alliances)                                           | Voix                      | % des exprimés            | Voix                     | % des exprimés           |
|                                                                           |                                                                                              |                           |                           |                          |                          |
|                                                                           | Bérengère Poletti (députée sortante) Les Républicains (Union des démocrates et indépendants) | 13 053                    | 37,79                     | 19 311                   | 69,68                    |
|                                                                           | Jean-Pierre Morali La République en marche !                                                 | 8 004                     | 23,17                     | 8 403                    | 30,32                    |
|                                                                           | Sophie Lorenzo Front national                                                                | 7 278                     | 21,07                     |                          |                          |
|                                                                           | Françoise Verlhac La France insoumise                                                        | 2 040                     | 5,91                      |                          |                          |
|                                                                           | Christophe Dumont Europe Écologie Les Verts                                                  | 1 491                     | 4,32                      |                          |                          |
|                                                                           | Sylvain Dalla-Rosa Parti communiste français                                                 | 1 282                     | 3,71                      |                          |                          |
|                                                                           | Fabien Andréo Divers (La Relève citoyenne)                                                   | 450                       | 1,30                      |                          |                          |
|                                                                           | Sylvie Goulden Écologiste (Mouvement 100 %)                                                  | 410                       | 1,19                      |                          |                          |
|                                                                           | Nésida Pommier Lutte ouvrière                                                                | 330                       | 0,96                      |                          |                          |
|                                                                           | Nicolas Ferio Divers (Union populaire républicaine)                                          | 201                       | 0,58                      |                          |                          |
| Source : Ministère de l'Intérieur - Première circonscription des Ardennes |                                                                                              |                           |                           |                          |                          |

Le suppléant de Bérengère Poletti était Bernard Portier, mandataire d'assurances, maire de Grandchamp.

### Élections de 2022
Les élections législatives françaises de 2022 se déroulent les dimanches 12 et 19 juin 2022.
| Résultats des élections législatives des 12 et 19 juin 2022 de la 1re circonscription des Ardennes |                          |                          |                          |              |              |             |             |
| Candidat                                                                                           | Candidat                 | Parti et coalition       | Nuance                   | Premier tour | Premier tour | Second tour | Second tour |
| Candidat                                                                                           | Candidat                 | Parti et coalition       | Nuance                   | Voix         | %            | Voix        | %           |
| | Laurent Richard          | RN                       | RN                       | 8 835        | 27,40        | 14 663      | 49,66       |
| | Lionel Vuibert           | Agir (ENS)               | ENS                      | 6 602        | 20,47        | 14 861      | 50,34       |
| | Guillaume Maréchal       | DVD (UDC)                | LR                       | 6 338        | 19,65        |             |             |
| | Julien Duruisseau        | EELV (NUPES)             | NUPES                    | 5 960        | 18,48        |             |             |
| | Sébastien Laurent        | REC                      | REC                      | 1 438        | 4,46         |             |             |
| | Juliette de Causans      | UCE (ÉMP)                | DVC                      | 1 379        | 4,28         |             |             |
| | Arnaud Rennesson         | SE                       | ECO                      | 927          | 2,87         |             |             |
| | Nadia Octave             | LO                       | DXG                      | 425          | 1,32         |             |             |
| | Patrick Kalmes           | LP (UPF)                 | DSV                      | 344          | 1,07         |             |             |
| Votes valides                                                                                      | Votes valides            | Votes valides            | Votes valides            | 32 248       | 97,69        | 29 526      | 92,21       |
| Votes blancs                                                                                       | Votes blancs             | Votes blancs             | Votes blancs             | 516          | 1,56         | 1 869       | 5,84        |
| Votes nuls                                                                                         | Votes nuls               | Votes nuls               | Votes nuls               | 246          | 0,75         | 627         | 1,96        |
| Total                                                                                              | Total                    | Total                    | Total                    | 33 010       | 100          | 32 022      | 100         |
| Abstention                                                                                         | Abstention               | Abstention               | Abstention               | 37 927       | 53,47        | 38 945      | 54,88       |
| Inscrits / participation                                                                           | Inscrits / participation | Inscrits / participation | Inscrits / participation | 70 937       | 46,53        | 70 967      | 45,12       |

La suppléante de Lionel Vuibert était Armelle Lequeux-Laménie, directrice d'école retraitée, Première adjointe au maire de Charleville-Mézières.

### Élections de 2024
| Candidat                 | Candidat                          | Parti et coalition       | Nuance                   | Premier tour | Premier tour | Second tour | Second tour |
| Candidat                 | Candidat                          | Parti et coalition       | Nuance                   | Voix         | %            | Voix        | %           |
| ------------------------ | --------------------------------- | ------------------------ | ------------------------ | ------------ | ------------ | ----------- | ----------- |
|                          | Flavien Termet                    | RN                       | RN                       | 17 817       | 38,33        | 24 184      | 52,99       |
|                          | Lionel Vuibert                    | Agir (ENS)               | ENS                      | 12 157       | 26,16        | 21 458      | 47,01       |
|                          | Damien Lerouge                    | PS (NFP)                 | UG                       | 8 127        | 17,48        |             |             |
|                          | Hugues Sion dit Christian Charvet | SE                       | EXD                      | 4 257        | 9,16         |             |             |
|                          | Sabine Misset                     | LR                       | LR                       | 1 782        | 3,83         |             |             |
|                          | Arnaud Rennesson                  | SE                       | DIV                      | 998          | 2,15         |             |             |
|                          | Sonia d'Orgeville                 | ÉAC                      | ECO                      | 956          | 2,06         |             |             |
|                          | Nadia Octave                      | LO                       | EXG                      | 386          | 0,83         |             |             |
|                          |                                   |                          |                          |              |              |             |             |
| Votes valides            | Votes valides                     | Votes valides            | Votes valides            | 46 480       | 97,75        | 45 642      | 95,69       |
| Votes blancs             | Votes blancs                      | Votes blancs             | Votes blancs             | 660          | 1,39         | 1 524       | 3,20        |
| Votes nuls               | Votes nuls                        | Votes nuls               | Votes nuls               | 411          | 0,86         | 533         | 1,12        |
| Total                    | Total                             | Total                    | Total                    | 47 551       | 100          | 47 699      | 100         |
| Abstention               | Abstention                        | Abstention               | Abstention               | 23 113       | 32,71        | 22 968      | 32,50       |
| Inscrits / participation | Inscrits / participation          | Inscrits / participation | Inscrits / participation | 70 664       | 67,29        | 70 667      | 67,50       |

Le suppléant de Flavien Termet est Michel Delsuc, retraité, adjoint au maire de Coucy.

### Élection partielle de 2024
L'élection est organisée le 1er décembre 2024 (1er tour) et le 8 décembre 2024 (2d tour). Au second tour, Lionel Vuibert, ancien député de la circonscription, ex-macroniste, se présentant cette fois sans étiquette l'emporte sur le candidat du Rassemblement National, Jordan Duflot, pourtant largement en tête au premier tour. Le député sortant, Flavien Termet, dont la démission a déclenché cette élection partiellle, était membre du Rassemblement National.
| Candidats,               | Candidats,               | Parti et coalition       | Premier tour | Premier tour | Second tour | Second tour |  |
| Candidats,               | Candidats,               | Parti et coalition       | Voix         | %            | Voix        | %           |  |
| ------------------------ | ------------------------ | ------------------------ | ------------ | ------------ | ----------- | ----------- |  |
|                          | Jordan Duflot            | RN                       | 8 290        | 39,12        | 10 227      | 49,11       |  |
|                          | Lionel Vuibert,          | SE                       | 5 388        | 25,43        | 10 599      | 50,89       |  |
|                          | Guillaume Maréchal       | LR                       | 3 399        | 16,04        |             |             |  |
|                          | Damien Lerouge           | PS (NFP)                 | 2 254        | 10,64        |             |             |  |
|                          | Rémy Talarico            | SE                       | 885          | 4,18         |             |             |  |
|                          | Bruno North              | CNIP                     | 292          | 1,38         |             |             |  |
|                          | Juliette de Causans,     | EÉÉ                      | 269          | 1,27         |             |             |  |
|                          | Sonia d'Orgeville        | ÉAC                      | 206          | 0,97         |             |             |  |
|                          | Mink Takawé              | LO                       | 197          | 0,93         |             |             |  |
|                          | Luca De Paris            | DEC (DNM)                | 11           | 0,05         |             |             |  |
|                          | Farouk Raphaël Sandassi  | SE                       | 0            | 0,00         |             |             |  |
|                          |                          |                          |              |              |             |             |  |
| Votes valides            | Votes valides            | Votes valides            | 21 191       | 98,00        | 20 826      | 95,04       |  |
| Votes blancs             | Votes blancs             | Votes blancs             | 278          | 1,29         | 750         | 3,42        |  |
| Votes nuls               | Votes nuls               | Votes nuls               | 155          | 0,72         | 338         | 1,54        |  |
| Total                    | Total                    | Total                    | 21 624       | 100          | 21 914      | 100         |  |
| Abstention               | Abstention               | Abstention               | 49 370       | 69,54        | 49 079      | 69,13       |  |
| Inscrits / participation | Inscrits / participation | Inscrits / participation | 70 994       | 30,46        | 70 993      | 30,87       |  |